# Pieter Defesche
Petrus Johannes (Pieter) Defesche (Maastricht, 22 april 1921 – Ulestraten, 13 juli 1998) was een Nederlands beeldend kunstenaar.

## Opleiding
Defesche volgde zijn opleidingen aan de Middelbare Kunstnijverheidsschool in Maastricht en de Rijksakademie van beeldende kunsten in Amsterdam. Defesche werd sterk beïnvloed door zijn leermeester aan de Rijksakademie Heinrich Campendonk. Hij was in de oorlogsjaren een studiegenoot van Karel Appel en Corneille.

## Werk
Defesche vervaardigde schilderijen, gouaches en grafiek. Hij schilderde vooral landschappen, stillevens en Bijbelse voorstellingen in expressionistische, bijna abstracte stijl. Hij maakte tevens collages, muurschilderingen, decors en kostuums, onder meer voor het Scapino Ballet.
Defesches lyrisch-abstracte schildertrant van de jaren 50, waarin blauwen en bruinen overheersten, maakte rond 1960 plaats voor kleurrijke contrasten en een grotere helderheid.
Begin jaren 70 ontwikkelde hij een manier van schilderen die sindsdien niet wezenlijk veranderde. Er vonden evenwel binnen zijn beeldtaal onophoudelijk accentverschuivingen plaats. Met vooral het landschap als uitgangspunt, schilderde Defesche een werkelijkheid die zich als mythisch laat ervaren, waarbij hij voortdurend laveerde tussen figuratie en abstractie.

## Erkenning
Defesche behoort met onder anderen Ger Lataster, Jef Diederen, Lei Molin, Pierre van Soest, Frans Nols, Marianne van der Heijden en Harry op de Laak tot de groep in de schilderkunst, die ook wel bekendstaat als de Amsterdamse Limburgers.
In 1947 werd hem de Koninklijke Subsidie voor de Schilderkunst toegekend en in 1949 ontving Defesche de Prix de Rome. In 1964 ontving hij de Europaprijs voor Schilderkunst van de Stad Oostende.

## Reisdagboek
Een nagelaten reisdagboek uit 1973, vol persoonlijke aantekeningen en tientallen schetsen en werktekeningen voor toekomstige schilderijen, verschaft nader inzicht in leven, werk en denkwereld van Pieter Defesche. Hij was een studiegenoot van Cobra-kunstenaars Karel Appel en Corneille. Hij schreef zijn dagboek tijdens een lange reis over de Stille Oceaan, die hem naar Hawaï, Rarotonga, Fiji-eilanden, Salomonseilanden, Guam, Verenigde Staten, Hongkong en Japan bracht, vooral voor zichzelf.
Mijn gedachten dansen naar duizend heuvels, het verslag van zijn tocht door de Stille Zuidzee, verscheen in 2002, vier jaar na Defesche's dood bij Bèta Imaginations en viel samen met de gelijknamige expositie in het Cobra Museum voor moderne kunst te Amstelveen. Het reisverslag bevat een inleiding door 'dagboekvinder' en dichter Hans van de Waarsenburg die met Defesche bevriend was.

## Schenking
In 2006 schonk de weduwe Dollie Defesche-Bakker alle door haar man nagelaten kunstwerken aan het Museum van Bommel van Dam in Venlo. Het atelier-oeuvre van Cobra-voorganger Defesche maakt nu deel uit van de basiscollectie van dit museum.